# Kościół Wniebowzięcia Najświętszej Maryi Panny w Chwarstnie
Kościół Wniebowzięcia Najświętszej Maryi Panny w Chwarstnie – katolicki kościół filialny zlokalizowany we wsi Chwarstno w gminie Węgorzyno, w powiecie łobeskim (województwo zachodniopomorskie). Należy do parafii św. Tomasza Apostoła w Runowie.

## Historia i architektura
Wzniesiony w XVI wieku kościół murowany jest z kamieniu narzutowych. Sytuowany jest na planie prostokąta. Szczyt wschodni murowany jest w konstrukcji ryglowej. Dwa okna w ścianie wschodniej zamknięte są łukiem okrągłym, pozostałe okna zostały przemurowane w XIX wieku. Od strony zachodniej do kościoła dostawiona jest drewniana, oszalowana wieża, nakryta hełmem.
Wnętrze kościoła nakrywa drewniany strop. Nad wejściem znajduje się wsparta na filarach empora. W kościele zachowała się rzeźbiona ambona z postaciami Ewangelistów.
Po II wojnie światowej kościół został konsekrowany jako świątynia katolicka w dniu 15 sierpnia 1945 roku.